# Tech trance
O tech trance (ou techno trance) é um gênero musical, criado na Alemanha e no Reino Unido com elementos do eurotechno e do trance, ou seja, o groove do techno europeu aliado às melodias do trance. O tech trance segue duas linhas, o melódico e, o dark, mais pesado.